# Crotalaria humbertii
Crotalaria humbertii är en ärtväxtart som beskrevs av René Viguier. Crotalaria humbertii ingår i släktet sunnhampor, och familjen ärtväxter. Inga underarter finns listade i Catalogue of Life.